# 무라카미 아야카
무라카미 아야카(村上 文香,むらかみ あやか, 1993년 6월 2일 - )는 일본 여성 아이돌 그룹 전 NMB48 팀M의 멤버이다.
걸즈 유닛 「츠보미」의 전 멤버.

## 개요
- 2012년 1월 26일부터 팀M이 결성되어, 정식 멤버로 승격.